# Văn hóa Hầm mộ
Văn hóa Hầm mộ hay văn hóa Catacomb (từ tiếng Nga và tiếng Ukraina катакомба nghĩa là hầm mộ hay mộ động), khoảng 2000-1250 TCN, là thuật ngữ chỉ một văn hóa đầu thời đại đồ đồng trên khu vực về cơ bản ngày nay là phía đông và nam Ukraina, các vùng Hạ Volga, bắc Kavkaz và dọc sông Đông. Nó có quan hệ mật thiết với văn hóa Yamna (khoảng 3600-2300 TCN), và dường như có thể là thuật ngữ mang tính khu vực nhiều hơn để nói tới một vài văn hóa nhỏ hơn có liên quan về mặt khảo cổ học, như văn hóa Donetsk, văn hóa Pred-Kavkaz và văn hóa Kharkiv-Voronezh v.v. Được V. A. Gorodtsov phát hiện đầu thế kỷ 20.

## Kinh tế và nghi thức mai táng
Tên gọi của văn hóa này xuất phát từ thực tiễn chôn cất người chết của nó. Những ngôi mộ này là tương tự như các ngôi mộ của văn hóa Yamna, nhưng với khoảng không trống rỗng ngoài đường hầm chính, tạo ra 'hầm mộ'. Các di vật động vật được kết hợp lại thành phần nhỏ của các ngôi mộ.
Trong một số ngôi mộ nhất định có một thực tiễn đặc biệt về lớp mặt nạ bằng đất sét màu đỏ (tượng trưng cho lửa) trên khuôn mặt người chết trong tư thế nằm nghiêng trên một bên hông, tạo ra một sự kết nối hiển nhiên (dù không nhất thiết là chính xác) với mặt nạ bằng vàng nổi tiếng của Agamemnon (xem thêm văn hóa Tashtyk).
Kinh tế về cơ bản là chăn thả gia súc, mặc dù các dấu vết của hạt cây lương thực cũng được tìm thấy. Tuy nhiên, ở đây dường như có các thợ lành nghề khéo tay, cụ thể là trong lĩnh vực luyện kim.